# Dvojezična šola Pavla Petričiča
Dvojezična šola Pavla Petričiča (Državna večstopenjska šola s slovensko-italijanskim dvojezičnim poukom Pavel Petričič; italijansko Istituto comprensivo statale con insegnamento bilingue sloveno-italiano Paolo Petricig) se nahaja v Špetru Slovenov v Nadiških dolinah v Beneški Sloveniji. Nastala je leta 1984 in predstavlja danes pomembno središče slovenskega naroda v Benečiji.

## Zgodovina
Beneška Slovenija je doživela posebno zgodovinsko pot v primerjavi s tržaško in goriško pokrajino tudi v zvezi s šolstvom. Lokalna slovenska društva so v zadnjih desetletjih 20. stoletja začela združevati otroke, ki so obiskovali italijanske šole, s popoldanskimi dejavnostmi med šolskim letom ali med počitnicami. Prišlo je do odločitve, da je potreben pomemben korak, ki naj bi ga predstavljala dvojezična šola. Ustanovljen je bil Zavod za slovensko izobraževanje s predsednikom profesorjem Pavlom Petričičem Imel je za cilj koordiniranje tečajev in drugih pobud ter pripravo in ustanovitev zasebne šole.

### Začetki
Leta 1984 je samo s petimi vpisi začelo delovati dvojezični vrtec. Uveden je bil model »ena oseba – en jezik«, to se pravi, da sta vzgojiteljici govorili ena italijansko, druga slovensko. V šolskem letu 1986–87 so otroci  prvič vstopili v prvi razred osnovne šole. Učenci so spet imeli dve učiteljici, eno za vsak jezik, vsi predmeti pa so potekali v obeh jezikih.
Vse do leta 1990 sta dvojezični vrtec in osnovna šola delovali v položaju pravne negotovosti. Učenci so bili uradno deležni družinske šole: starši so vsako leto podajali izjave, da sami skrbijo za izobraževanje otroka. Krajevno ravnateljstvo je dovolilo, da otroci opravljajo izpite na koncu petega razreda na slovenski državni šoli v Gorici. Število učencev je počasi naraščalo, tako kot zanimanje za šolo. Zavod za slovensko izobraževanje se je medtem trudil, da bi dobil politično podporo države[1]. Že na začetku delovanja vrtca je bila vložena prošnja za priznanje njenega obstoja. Negativni odgovori didaktičnega ravnateljstva iz Špetra so se sledili. Avgusta 1991 je država končno trdila, da ne postavlja omejitev izobraževanju v jezikih, ki so različni od italijanščine, in tako je v šolskem letu 1991-92 dvojezični vrtec začel tudi uradno obstajati. Že od začetka je bila ravnateljica šole slovenska pedagoška in kulturna delavka v zamejstvu Živa Gruden do upokojitve leta 2014.
Priznanje vrtca je prišlo prav v času, ko je stopil v veljavo zakon za obmejna področja, ki je predvideval posebna sredstva za dejavnosti slovenske manjšine. To je olajšalo finančne težave, ki so bile vedno hujše[2]. Po priznanju vrtca je bila vložena še prošnja za priznanje osnovne šole. Ta postopek je bil zaradi že sprejetega priziva za vrtec veliko hitrejši. Takrat je osnovna šola imela že vseh pet razredov (italijanski šolski sistem predvideva pet let osnovne šole, tri leta nižje srednje šole in pet let višje srednje šole). Bilo je treba dobiti tudi nove prostore, saj je sedež šole postajal premajhen. Občina Špeter je ponudila opuščeno poslopje nekdanje poklicne šole, ki je po delni obnovitvi postal novi in večji sedež dvojezične šole.

### Od parificirane do državne šole
Novi sedež je zagotavljal šoli možnost rasti in razvoja. Ker je bil prvi korak priznanja šole opravljen, je odbor Zavoda sklenil, da nadaljuje z iskanjem višjega pravnega statusa in doseže parifikacijo šole, to pomeni, da šola je uradno priznana, ampak ni državna. Do te je prišlo leta 1997, potem ko so zagotovili zahtevam ministrstva glede nekaterih vidikov delovanja šole, zlasti glede odprtosti do vseh potencialnih uporabnikov.
V parlamentu je bil vložen predlog zakona za zaščito slovenske skupnosti v Italiji, ki je med drugim predvideval podržavljenje dvojezične osnovne šole in vrtca v Špetru. Zakon je bil sprejet 14. februarja 2001 in tako je šola septembra istega leta postala del italijanskega državnega šolskega sistema.
Leta 2008 je dvojezična šola dopolnila svojo strukturo z nižjo srednjo šolo (to je 6., 7. in 8. leto šolanja). To je omogočilo učencem nadaljevanje pouka v slovenskem jeziku. Na srednji šoli učenje nekaterih predmetov poteka v slovenščini, drugih pa v italijanščini.
Ker stavba šole ni odgovarjala protipotresnim normam, so jo 5. marca 2010 zaprli. Vrtec, osnovna šola in srednja šola so začasno dobili na razpolago druge prostore v Špetru. Sedem let kasneje, decembra 2016, je bila obnovitev stare stavbe dokončana. 11. marca 2017 so se učenci vrnili v prenovljene prostore in šola je bila poimenovana po beneškem kulturnem in družbenem delavcu Pavlu Petričiču. V več kot tridesetih letih je število učencev naraščalo. V šolskem letu 2018/19 obiskuje dvojezični vrtec 72 učencev, osnovno šolo 148 učencev in nižjo srednjo šolo 64 učencev, ki prihajajo iz Špetra in bližnjih občin, ter iz Čedada in okolice.